# Gustave Ansart
Gustave Ansart (ur. 5 marca 1923 w Roubaix, zm. 20 września 1990 w Mérignies) – francuski polityk i działacz związkowy, deputowany krajowy i poseł do Parlamentu Europejskiego I kadencji.

## Życiorys
Pochodził z rodziny robotniczej, syn Josepha i Octavie, z pochodzenia Belgijki. Od 13 roku życia po zakończeniu edukacji pracował w fabryce dywanów i przemyśle metalowym, był zaangażowany w ruch związkowy. Podczas II wojny światowej od 1943 ukrywał się przed poborem do wojska lub pracy przymusowej. Po wyzwoleniu kontynuował działalność związkową w ramach Powszechnej Konfederacji Pracy, w 1951 został sekretarzem związku pracowników branży metalowej w Nord-Pas-de-Calais. Wstąpił do Francuskiej Partii Komunistycznej, kształcił się w szkole partyjnej. Od 1955 do 1977 był sekretarzem PCF w departamencie Nord. Bliski współpracownik Maurice’a Thoreza, w 1956 przewodził grupie, która pobiła byłego działacza partii Auguste’a Lecoeura. Od 1958 do 1982 redaktor naczelny komunistycznego dziennika „Liberté”.
Od 1947 radny miejski Roubaix, w latach 70. członek rady regionu Nord-Pas-de-Calais, a od 1977 do śmierci radny Denain. W 1956 po raz pierwszy wybrany do Zgromadzenia Narodowego, zasiadał w nim do 1958. Powrócił do niższej izby parlamentu w 1973, pozostając w nim do śmierci. Jednocześnie w latach 1979–1981 był posłem do Parlamentu Europejskiego, gdzie należał do frakcji komunistycznej.

## Życie prywatne
W 1942 ożenił się z Liane Vanoverberghe, miał dwóch synów.